# Lista produzioni di 20th Television
Di seguito è proposta una lista delle produzioni della 20th Television suddivisa per decenni.

## Anni 1940 e 1950
| Titolo                         | Genere       | Stagioni | Anno      | Network                      |
| ------------------------------ | ------------ | -------- | --------- | ---------------------------- |
| Crusade in Europe              | Documentario | 1        | 1949      | ABC                          |
| The 20th Century Fox Hour      | Antologico   | 2        | 1955–1957 | CBS                          |
| My Friend Flicka               | Avventura    | 3        | 1956–1958 | CBS                          |
| Broken Arrow                   | Western      | 2        | 1956–1958 | ABC                          |
| Man Without a Gun              | Western      | 2        | 1957–1959 | Syndicated, NTA Film Network |
| How to Marry a Millionaire     | Sitcom       | 2        | 1957–1959 | Syndicated, NTA Film Network |
| Five Fingers                   | Spionaggio   | 1        | 1959–1960 | NBC                          |
| Adventures in Paradise         | Avventura    | 3        | 1959–1962 | ABC                          |
| The Many Loves of Dobie Gillis | Sitcom       | 4        | 1959–1963 | CBS                          |

## Anni 1960
| Titolo                | Titolo Originale                   | Genere          | Stagioni | Anno      | Network                           |
| --------------------- | ---------------------------------- | --------------- | -------- | --------- | --------------------------------- |
|                       | Hong Kong                          | Avventura       | 1        | 1960–1961 | ABC                               |
|                       | Follow the Sun                     | Avventura       | 1        | 1961–1962 | ABC                               |
|                       | Bus Stop                           | Drama           | 1        | 1961–1962 | ABC                               |
|                       | Margie                             | Sitcom          | 1        | 1961–1962 | ABC                               |
|                       | Valentine's Day                    | Sitcom          | 1        | 1964–1965 | ABC                               |
|                       | 12 O'Clock High                    | Military drama  | 3        | 1964–1967 | ABC                               |
|                       | Voyage to the Bottom of the Sea    | Science fiction | 4        | 1964–1968 | ABC                               |
|                       | Peyton Place                       | Drama           | 5        | 1964–1969 | ABC                               |
|                       | Daniel Boone                       | Western         | 6        | 1964–1970 | NBC                               |
|                       | The Legend of Jesse James          | Western         | 1        | 1965–1966 | ABC                               |
|                       | The Long, Hot Summer               | Family drama    | 1        | 1965–1966 | ABC                               |
| The Loner             | The Loner                          | Western         | 1        | 1965–1966 | CBS                               |
| Lost in Space         | Lost in Space                      | Science fiction | 3        | 1965–1968 | CBS                               |
|                       | Blue Light                         | Military drama  | 1        | 1966      | ABC                               |
|                       | The Tammy Grimes Show              | Sitcom          | 1        | 1966      | ABC                               |
|                       | The Time Tunnel                    | Science fiction | 1        | 1966–1967 | ABC                               |
|                       | The Green Hornet                   | Supereroi       | 1        | 1966–1967 | ABC                               |
|                       | The Monroes                        | Western         | 1        | 1966–1967 | ABC                               |
|                       | The Man Who Never Was              | Adventure       | 1        | 1966–1967 | ABC                               |
|                       | Batman                             | Superhero       | 2        | 1966–1968 | ABC                               |
| Felony Squad          | Felony Squad                       | Police drama    | 2        | 1966–1969 | ABC                               |
|                       | Custer                             | Western         | 1        | 1967      | ABC                               |
|                       | Journey to the Center of the Earth | Animazione      | 1        | 1967      | ABC                               |
| Judd, for the Defense | Judd, for the Defense              | Legal drama     | 2        | 1967–1969 | ABC                               |
|                       | Fantastic Voyage                   | Animazione      | 1        | 1968–1969 | ABC                               |
|                       | Journey to the Unknown             | Antologico      | 1        | 1968–1969 | ABC                               |
| Land of the Giants    | Land of the Giants                 | Science fiction | 2        | 1968–1970 | ABC                               |
|                       | Lancer                             | Western         | 2        | 1968–1970 | CBS                               |
|                       | The Ghost & Mrs. Muir              | Sitcom          | 2        | 1968–1970 | NBC (stagione 1) ABC (stagione 2) |
|                       | Julia                              | Sitcom          | 3        | 1968–1971 | NBC                               |
|                       | The Hardy Boys                     | Animazione      | 1        | 1969      | ABC                               |
| Bracken's World       | Bracken's World                    | Drama           | 2        | 1969–1970 | NBC                               |
| Room 222              | Room 222                           | School drama    | 5        | 1969–1974 | ABC                               |

## Anni 1970
| Titolo                            | Titolo Originale                  | Genere          | Stagioni | Anno                | Network                                  |
| --------------------------------- | --------------------------------- | --------------- | -------- | ------------------- | ---------------------------------------- |
|                                   | The Best of Everything            | Serial drama    | 1        | 1970                | ABC                                      |
|                                   | Doctor Dolittle                   | Animated        | 1        | 1970–1971           | NBC                                      |
| Nanny and the Professor           | Nanny and the Professor           | Sitcom          | 3        | 1970–1971           | ABC                                      |
|                                   | Here Come the Double Deckers      | Sitcom          | 2        | 1970–1972           | ABC, BBC1                                |
|                                   | Arnie                             | Sitcom          | 2        | 1970–1972           | CBS                                      |
| Cade's County                     | Cade's County                     | Police drama    | 1        | 1971–1972           | CBS                                      |
|                                   | Circus                            | Varietà         | 3        | 1971–1973           | Syndicated                               |
|                                   | Anna and the King                 | Sitcom          | 1        | 1972                | CBS                                      |
|                                   | Return to Peyton Place            | Drama           | 2        | 1972–1974           | NBC                                      |
| M*A*S*H                           | M*A*S*H                           | Sitcom          | 11       | 1972–1983           | CBS                                      |
|                                   | Moonbase 3                        | Science fiction | 1        | 1973                | BBC                                      |
|                                   | Orson Welles Great Mysteries      | Antologico      | 1        | 1973–1974           | ITV                                      |
|                                   | The Starlost                      | Science fiction | 1        | 1973–1974           | CTV                                      |
| The New Perry Mason               | The New Perry Mason               | Legal drama     | 1        | 1973–1974           | CBS                                      |
|                                   | Roll Out                          | Sitcom          | 1        | 1973–1974           | CBS                                      |
| ABC's Wide World of Entertainment | ABC's Wide World of Entertainment | Vari            | 4        | 1973–1976           | ABC                                      |
| Il pianeta delle scimmie          | Planet of the Apes                | Science fiction | 1        | 1974                | CBS                                      |
| Run, Joe, Run                     | Run, Joe, Run                     | Avventura       | 1        | 1974–1975           | NBC                                      |
|                                   | Masquerade Party                  | Game show       | 1        | 1974–1975           | Syndicated                               |
|                                   | Dinah!                            | Talk show       | 6        | 1974–1980           | NBC                                      |
|                                   | Karen                             | Sitcom          | 1        | 1975                | ABC                                      |
|                                   | Oil Strike North                  | Drama           | 1        | 1975                | BBC1                                     |
|                                   | Return to the Planet of the Apes  | Animazione      | 1        | 1975                | NBC                                      |
|                                   | The Swiss Family Robinson         | Avventura       | 1        | 1975–1976           | ABC                                      |
|                                   | Loves Me, Loves Me Not            | Sitcom          | 1        | 1977                | CBS                                      |
| Young Dan'l Boone                 | Young Dan'l Boone                 | Western         | 1        | 1977                | CBS                                      |
| That's Hollywood                  | That's Hollywood                  | Docudrama       | 1        | 1977–1978           | Syndicated                               |
| James at 15                       | James at 15                       | Drama           | 1        | 1977–1978           | NBC                                      |
| ABC Weekend Special               | ABC Weekend Special               | Antologico      | 20       | 1977–1997           | ABC                                      |
| Husbands, Wives & Lovers          | Husbands, Wives & Lovers          | Sitcom          | 1        | 1978                | CBS                                      |
| W.E.B.                            | W.E.B.                            | Drama           | 1        | 1978                | NBC                                      |
| The Paper Chase                   | The Paper Chase                   | Drama           | 5        | 1978–1979 1983–1986 | CBS (stagione 1) Showtime (stagioni 2-5) |
| Billy                             | Billy                             | Sitcom          | 1        | 1979                | CBS                                      |
| Trapper John, M.D.                | Trapper John, M.D.                | Medical drama   | 7        | 1979–1986           | CBS                                      |
| Dance Fever                       | Dance Fever                       | Musica          | 8        | 1979–1987           | Syndicated                               |
| Hagen                             | Hagen                             | Crime drama     | 1        | 1980                | CBS                                      |
| The Monte Carlo Show              | The Monte Carlo Show              | Varietà         | 1        | 1980                | Syndicated, ITV                          |

## Anni 1980
| Titolo                               | Titolo Originale                     | Genere          | Stagioni | Anno                | Network                                      |
| ------------------------------------ | ------------------------------------ | --------------- | -------- | ------------------- | -------------------------------------------- |
|                                      | Ladies' Man                          | Sitcom          | 1        | 1980–1981           | CBS                                          |
|                                      | Breaking Away                        | Drama           | 1        | 1980–1981           | ABC                                          |
|                                      | Jessica Novak                        | Drama           | 1        | 1981                | CBS                                          |
|                                      | All-American Ultra Quiz              | Game show       | 1        | 1981                | NBC                                          |
| The Fall Guy                         | The Fall Guy                         | Adventure       | 5        | 1981–1986           | ABC                                          |
|                                      | 9 to 5                               | Sitcom          | 5        | 1982–1983 1986–1988 | ABC (stagione 1-3) Syndicated (stagioni 4-5) |
|                                      | Trauma Center                        | Medical drama   | 1        | 1983                | ABC                                          |
| It's Not Easy                        | It's Not Easy                        | Sitcom          | 1        | 1983                | ABC                                          |
| Manimal                              | Manimal                              | Fantasy         | 1        | 1983                | NBC                                          |
| AfterMASH                            | AfterMASH                            | Sitcom          | 2        | 1983–1984           | CBS                                          |
| Emerald Point N.A.S.                 | Emerald Point N.A.S.                 | Military drama  | 1        | 1983–1984           | CBS                                          |
|                                      | Masquerade                           | Adventure       | 1        | 1983–1984           | ABC                                          |
| Automan                              | Automan                              | Science fiction | 1        | 1983–1984           | ABC                                          |
| Hammer House of Mystery and Suspense | Hammer House of Mystery and Suspense | Anthology       | 1        | 1984                | ITV                                          |
|                                      | Cover Up                             | Avventura       | 1        | 1984–1985           | CBS                                          |
|                                      | Half Nelson                          | Dramedy         | 1        | 1985                | NBC                                          |
| Tender is the Night                  | Tender is the Night                  | Drama           | 1        | 1985                | Showtime                                     |
|                                      | Charlie & Co.                        | Sitcom          | 1        | 1985–1986           | CBS                                          |
|                                      | Small Wonder                         | Sitcom          | 4        | 1985–1989           | Syndicated                                   |
| Mr. Belvedere                        | Mr. Belvedere                        | Sitcom          | 6        | 1985–1990           | ABC                                          |
|                                      | Spearfield's Daughter                | Drama           | 1        | 1986                | Seven Network                                |
|                                      | Fathers and Sons                     | Sitcom          | 1        | 1986                | NBC                                          |
|                                      | Dream Girl, U.S.A.                   | Game show       | 1        | 1986–1987           | Syndicated                                   |
|                                      | The Wizard                           | Adventure       | 1        | 1986–1987           | CBS                                          |
|                                      | Heart of the City                    | Police drama    | 1        | 1986–1987           | ABC                                          |
|                                      | The Late Show                        | Talk show       | 2        | 1986–1988           | Fox                                          |
| L.A. Law                             | L.A. Law                             | Legal drama     | 8        | 1986–1994           | NBC                                          |
|                                      | A Current Affair                     | Newsmagazine    | 11       | 1986–1996 2005      | Syndicated                                   |
|                                      | The New Adventures of Beans Baxter   | Avventura       | 2        | 1987                | Fox                                          |
| Leg Work                             | Leg Work                             | Detective drama | 1        | 1987                | CBS                                          |
|                                      | Second Chance                        | Sitcom          | 1        | 1987–1988           | Fox                                          |
|                                      | Pursuit of Happiness                 | Sitcom          | 1        | 1987–1988           | ABC                                          |
| Hooperman                            | Hooperman                            | Dramedy         | 2        | 1987–1989           | ABC                                          |
| The Tracey Ullman Show               | The Tracey Ullman Show               | Sketch          | 4        | 1987–1990           | Fox                                          |
| 21 Jump Street                       | 21 Jump Street                       | Police drama    | 5        | 1987–1991           | Fox, Syndicated                              |
|                                      | The Reporters                        | Newsmagazine    | 2        | 1988–1990           | Fox                                          |
|                                      | America's Most Wanted                | Reality         | 25       | 1988–2012           | Fox (stagioni 1-24) Lifetime (stagione 25)   |
|                                      | Have Faith                           | Sitcom          | 1        | 1989                | ABC                                          |
|                                      | Sister Kate                          | Sitcom          | 1        | 1989–1990           | NBC                                          |
|                                      | Alien Nation                         | Science fiction | 1        | 1989–1990           | Fox                                          |
| Anything but Love                    | Anything but Love                    | Sitcom          | 4        | 1989–1992           | ABC                                          |
| Doogie Howser, M.D.                  | Doogie Howser, M.D.                  | Sitcom          | 4        | 1989–1993           | ABC                                          |
| I Simpson                            | The Simpsons                         | Animazione      | 32       | 1989–present        | Fox                                          |

## Anni 1990
| Titolo                 | Titolo Originale         | Genere          | Stagioni | Anno                 | Network                                          |
| ---------------------- | ------------------------ | --------------- | -------- | -------------------- | ------------------------------------------------ |
|                        | Working Girl             | Sitcom          | 1        | 1990                 | NBC                                              |
| Working It Out         |                          | Sitcom          | 1        | 1990                 | NBC                                              |
| Cop Rock               | Cop Rock                 | Police drama    | 1        | 1990                 | ABC                                              |
|                        | Babes                    | Sitcom          | 1        | 1990–1991            | Fox                                              |
|                        | Good Grief               | Sitcom          | 1        | 1990–1991            | Fox                                              |
|                        | True Colors              | Sitcom          | 2        | 1990–1992            | Fox                                              |
| In Living Color        | In Living Color          | Sketch          | 5        | 1990–1994            | Fox                                              |
| Drexell's Class        | Drexell's Class          | Sitcom          | 1        | 1991–1992            | Fox                                              |
|                        | The Sunday Comics        | Standup         | 1        | 1991–1992            | Fox                                              |
|                        | Civil Wars               | Legal drama     | 2        | 1991–1993            | ABC                                              |
|                        | Studs                    | Game show       | 3        | 1991–1993            | Syndicated                                       |
| Silk Stalkings         | Silk Stalkings           | Police drama    | 8        | 1991–1999            | CBS (stagioni1-2) USA Network (stagioni 3-8)     |
|                        | Stand By Your Man        | Sitcom          | 1        | 1992                 | Fox                                              |
|                        | Capitol Critters         | Animated        | 2        | 1992, 1995           | ABC, Cartoon Network                             |
|                        | Rhythm & Blues           | Sitcom          | 1        | 1992–1993            | NBC                                              |
| Picket Fences          | Picket Fences            | Dramedy         | 4        | 1992–1996            | CBS                                              |
| X-Files                | The X-Files              | Science fiction | 11       | 1993–2002 2016–2018  | Fox                                              |
| NYPD Blue              | NYPD Blue                | Police drama    | 12       | 1993–2005            | ABC                                              |
|                        | South Central            | Sitcom          | 1        | 1994                 | Fox                                              |
| The 5 Mrs. Buchanans   | The 5 Mrs. Buchanans     | Sitcom          | 1        | 1994–1995            | CBS                                              |
| Chicago Hope           | Chicago Hope             | Medical Drama   | 6        | 1994–2000            | CBS                                              |
|                        | The Preston Episodes     | Sitcom          | 1        | 1995                 | Fox                                              |
|                        | Cleghorne!               | Sitcom          | 1        | 1995                 | The WB                                           |
|                        | The Crew                 | Sitcom          | 1        | 1995–1996            | Fox                                              |
|                        | Space: Above and Beyond  | Science fiction | 1        | 1995–1996            | Fox                                              |
|                        | Murder One               | Legal drama     | 2        | 1995–1997            | ABC                                              |
|                        | Celebrity Profile        | Newsmagazine    | 6        | 1995–2001            | E!                                               |
|                        | Relativity               | Dramedy         | 1        | 1996–1997            | ABC                                              |
|                        | The Pretender            | Science fiction | 4        | 1996–2000            | NBC                                              |
| Pauly                  | Pauly                    | Sitcom          | 1        | 1997                 | Fox                                              |
|                        | Temporarily Yours        | Sitcom          | 1        | 1997                 | CBS                                              |
|                        | Total Security           | Crime drama     | 1        | 1997                 | ABC                                              |
|                        | 413 Hope St.             | Drama           | 1        | 1997–1998            | Fox                                              |
|                        | Nothing Sacred           | Drama           | 1        | 1997–1998            | ABC                                              |
|                        | The Visitor              | Science fiction | 1        | 1997–1998            | Fox                                              |
| Dharma & Greg          | Dharma & Greg            | Sitcom          | 5        | 1997–2002            | ABC                                              |
| Ally McBeal            | Ally McBeal              | Dramedy         | 5        | 1997–2002            | Fox                                              |
| Buffy l'ammazzavampiri | Buffy the Vampire Slayer | Supernatural    | 7        | 1997–2003            | The WB (stagioni 1-5) UPN (stagioni 6-7)         |
| The Practice           | The Practice             | Legal drama     | 8        | 1997–2004            | ABC                                              |
| King of the Hill       | King of the Hill         | Animated        | 13       | 1997–2010            | Fox, Syndicated                                  |
|                        | That's Life              | Sitcom          | 1        | 1998                 | ABC                                              |
|                        | Holding the Baby         | Sitcom          | 1        | 1998                 | Fox                                              |
|                        | Living in Captivity      | Sitcom          | 1        | 1998                 | Fox                                              |
|                        | Getting Personal         | Sitcom          | 2        | 1998                 | Fox                                              |
|                        | The Magic Hour           | Talk show       | 2        | 1998–2000            | Syndicated                                       |
|                        | Martial Law              | Police drama    | 2        | 1998–2000            | CBS                                              |
|                        | Two Guys and a Girl      | Sitcom          | 4        | 1998–2001            | ABC                                              |
|                        | Strange World            | Crime drama     | 1        | 1999                 | ABC                                              |
|                        | Snoops                   | Detective drama | 1        | 1999                 | ABC                                              |
| Harsh Realm            | Harsh Realm              | Science fiction | 1        | 1999-2000            | Fox, FX                                          |
|                        | Get Real                 | Dramedy         | 1        | 1999-2000            | Fox                                              |
|                        | Stark Raving Mad         | Sitcom          | 1        | 1999-2000            | NBC                                              |
|                        | Roswell                  | Science fiction | 3        | 1999–2002            | The WB (stagioni 1-2) UPN (stagione 3)           |
| Futurama               | Futurama                 | Animazione      | 7        | 1999–2003, 2007–2013 | Fox (stagioni 1-5) Comedy Central (stagioni 6-7) |
|                        | Angel                    | Supernatural    | 5        | 1999–2004            | The WB                                           |
| Judging Amy            | Judging Amy              | Legal drama     | 6        | 1999–2005            | CBS                                              |
| I Griffin              | Family Guy               | Animated        | 19       | 1999–present         | Fox                                              |

## Anni 2000
| Titolo                                   | Titolo Originale                                                                                                | Genere                     | Stagioni | Anno                | Network                                        |
| ---------------------------------------- | --- | -------------------------- | -------- | ------------------- | ---------------------------------------------- |
|                                          | Then Came You                                                                                                   | Sitcom                     | 1        | 2000                | ABC                                            |
| FreakyLinks                              | FreakyLinks | Science fiction            | 1        | 2000–2001           | Fox                                            |
|                                          | American High                                                                                                   | Documentario               | 1        | 2000–2001           | Fox, PBS                                       |
|                                          | Titus | Sitcom                     | 3        | 2000–2002           | Fox                                            |
|                                          | Dark Angel | Science fiction            | 2        | 2000–2002           | Fox                                            |
| Boston Public                            | Boston Public                                                                                                   | School drama               | 4        | 2000–2004           | Fox                                            |
|                                          | Soul Food | Drama                      | 5        | 2000–2004           | Showtime                                       |
| Yes, Dear                                | Yes, Dear | Sitcom                     | 6        | 2000–2006           | CBS                                            |
|                                          | Kate Brasher | Drama                      | 1        | 2001                | CBS                                            |
|                                          | The Lone Gunmen                                                                                                 | Science fiction            | 1        | 2001                | Fox                                            |
|                                          | Inside Schwartz                                                                                                 | Sitcom                     | 1        | 2001                | NBC                                            |
| The Bernie Mac Show                      | The Bernie Mac Show                                                                                             | Sitcom                     | 5        | 2001–2006           | Fox                                            |
|                                          | UC: Undercover                                                                                                  | Police drama               | 1        | 2001–2002           | NBC                                            |
|                                          | Bob Patterson                                                                                                   | Sitcom                     | 1        | 2001                | ABC                                            |
|                                          | Reba | Sitcom                     | 6        | 2001–2007           | The WB (stagioni 1-5) The CW (stagione 6)      |
| 24                                       | 24 | Spionaggio                 | 8        | 2001–2010           | Fox                                            |
|                                          | The Education of Max Bickford                                                                                   | School drama               | 1        | 2001–2002           | CBS                                            |
|                                          | The American Embassy                                                                                            | Spy                        | 1        | 2002                | Fox                                            |
|                                          | Andy Richter Controls the Universe                                                                              | Sitcom                     | 2        | 2002–2003           | Fox                                            |
|                                          | Greg the Bunny                                                                                                  | Sitcom                     | 2        | 2002–2005           | Fox (stagione 1) IFC (stagione 2)              |
|                                          | Fastlane | Police drama               | 1        | 2002–2003           | Fox                                            |
|                                          | Firefly | Science fiction            | 1        | 2002                | Fox                                            |
|                                          | Still Standing                                                                                                  | Sitcom                     | 4        | 2002–2006           | CBS                                            |
|                                          | Girls Club | Dramedy                    | 1        | 2002                | Fox                                            |
|                                          | A.U.S.A. | Sitcom                     | 1        | 2003                | NBC                                            |
| Oliver Beene                             | Oliver Beene | Sitcom                     | 2        | 2003–2004           | Fox                                            |
|                                          | The Pitts | Sitcom                     | 1        | 2003                | Fox                                            |
|                                          | Charlie Lawrence                                                                                                | Sitcom                     | 1        | 2003                | CBS                                            |
|                                          | Luis | Sitcom                     | 1        | 2003                | Fox                                            |
| The Brotherhood of Poland, New Hampshire | The Brotherhood of Poland, New Hampshire                                                                        | Drama                      | 1        | 2003                | CBS                                            |
| Miss Match                               | Miss Match | Drama                      | 1        | 2003                | NBC                                            |
| The Lyon's Den                           | The Lyon's Den                                                                                                  | Legal drama                | 1        | 2003                | NBC                                            |
| Married to the Kellys                    | Married to the Kellys                                                                                           | Sitcom                     | 1        | 2003–2004           | ABC                                            |
| Tru Calling                              | Tru Calling | Supernaturale              | 2        | 2003–2005           | Fox                                            |
| Arrested Development                     | Arrested Development                                                                                            | Sitcom                     | 5        | 2003–2006 2013–2019 | Fox (stagioni 1-3) Netflix (stagioni 4-5)      |
|                                          | Cracking Up | Sitcom                     | 1        | 2004                | Fox                                            |
| Wonderfalls                              | Wonderfalls | Dramedy                    | 1        | 2004                | Fox                                            |
|                                          | The Big House                                                                                                   | Sitcom                     | 1        | 2004                | ABC                                            |
|                                          | The Jury | Legal drama                | 1        | 2004                | Fox                                            |
|                                          | North Shore | Drama                      | 1        | 2004                | Fox                                            |
|                                          | Method & Red | Sitcom                     | 1        | 2004                | Fox                                            |
| Quintuplets                              | Quintuplets | Sitcom                     | 1        | 2004–2005           | Fox                                            |
|                                          | Listen Up! | Sitcom                     | 1        | 2004–2005           | CBS                                            |
| Boston Legal                             | Boston Legal | Legal drama                | 5        | 2004–2008           | ABC                                            |
|                                          | Point Pleasant                                                                                                  | Science fiction            | 1        | 2005                | Fox                                            |
| American Dad!                            | American Dad!                                                                                                   | Animazione                 | 17       | 2005–presente       | Fox (stagioni 1-11) TBS (stagioni 12-in corso) |
|                                          | Jake in Progress                                                                                                | Sitcom                     | 2        | 2005–2006           | ABC                                            |
| Stacked                                  | Stacked | Sitcom                     | 2        | 2005–2006           | Fox                                            |
|                                          | The Inside | Police drama               | 1        | 2005                | Fox                                            |
|                                          | Over There | Military drama             | 1        | 2005                | FX                                             |
|                                          | The Law Firm | Reality                    | 1        | 2005                | NBC                                            |
| Prison Break                             | Prison Break | Action                     | 5        | 2005–2009, 2017     | Fox                                            |
| Bones                                    | Bones | Crime drama                | 12       | 2005–2017           | Fox                                            |
|                                          | Head Cases | Dramedy                    | 1        | 2005                | Fox                                            |
| E alla fine arriva Mamma                 | How I Met Your Mother                                                                                           | Sitcom                     | 9        | 2005–2014           | CBS                                            |
|                                          | Kitchen Confidential                                                                                            | Sitcom                     | 1        | 2005                | Fox                                            |
| My Name Is Earl                          | My Name Is Earl                                                                                                 | Sitcom                     | 4        | 2005–2009           | NBC                                            |
| The Unit                                 | The Unit | Military drama             | 4        | 2006–2009           | CBS                                            |
| Pepper Dennis                            | Pepper Dennis                                                                                                   | Drama                      | 1        | 2006                | The WB                                         |
| I racconti delle Tartarughe Ninja        | Tales of the Teenage Mutant Ninja Turtles (inglese) Tin'eiji Myutanto Ninja Tatoruzu no monogatari (giapponese) | Anime, drama, fantascienza | 8        | 2006-2020           | Disney+                                        |
|                                          | Vanished | Drama                      | 1        | 2006                | Fox                                            |
|                                          | The Loop | Sitcom                     | 2        | 2006–2007           | Fox                                            |
| Fashion House                            | Fashion House                                                                                                   | Drama                      | 1        | 2006                | MyNetworkTV                                    |
|                                          | Standoff | Police drama               | 1        | 2006–2007           | Fox                                            |
| Shark                                    | Shark | Legal drama                | 2        | 2006–2008           | CBS                                            |
|                                          | The 1/2 Hour News Hour                                                                                          | Newsmagazine               | 1        | 2007                | Fox News                                       |
| The Wedding Bells                        | The Wedding Bells                                                                                               | Dramedy                    | 1        | 2007                | Fox                                            |
|                                          | The Winner | Sitcom                     | 1        | 2007                | Fox                                            |
|                                          | Drive | Action                     | 1        | 2007                | Fox                                            |
|                                          | K-Ville | Police drama               | 1        | 2007                | Fox                                            |
|                                          | Back to You | Sitcom                     | 1        | 2007–2008           | Fox                                            |
| Journeyman                               | Journeyman | Science fiction            | 1        | 2007                | NBC                                            |
|                                          | Women's Murder Club                                                                                             | Crime drama                | 1        | 2007–2008           | ABC                                            |
|                                          | Unhitched | Sitcom                     | 1        | 2008                | Fox                                            |
|                                          | Miss Guided | Sitcom                     | 1        | 2008                | ABC                                            |
|                                          | Do Not Disturb                                                                                                  | Sitcom                     | 1        | 2008                | Fox                                            |
| The Ex List                              | The Ex List | Dramedy                    | 1        | 2008                | CBS                                            |
|                                          | Life on Mars | Science fiction            | 1        | 2008–2009           | ABC                                            |
| Lie to Me                                | Lie to Me | Crime drama                | 2        | 2009–2011           | Fox                                            |
| Glee                                     | Glee | Dramedy                    | 6        | 2009–2015           | Fox                                            |
| Modern Family                            | Modern Family                                                                                                   | Sitcom                     | 11       | 2009–2020           | ABC                                            |

## Anni 2010
| Titolo                                                    | Titolo Originale                                          | Genere          | Stagioni | Anno          | Network                                       |
| --------------------------------------------------------- | --------------------------------------------------------- | --------------- | -------- | ------------- | --------------------------------------------- |
|                                                           | The Deep End                                              | Legal drama     | 1        | 2010          | ABC                                           |
| Sons of Tucson                                            | Sons of Tucson                                            | Sitcom          | 1        | 2010          | Fox                                           |
|                                                           | Neighbors from Hell                                       | Animazione      | 1        | 2010          | TBS                                           |
| Lone Star                                                 | Lone Star                                                 | Drama           | 1        | 2010          | Fox                                           |
| Raising Hope                                              | Raising Hope                                              | Sitcom          | 4        | 2010–2014     | Fox                                           |
| Bob's Burgers                                             | Bob's Burgers                                             | Animazione      | 11       | 2011–presente | Fox                                           |
|                                                           | Marchlands                                                | Drama           | 1        | 2011          | ITV                                           |
| The Chicago Code                                          | The Chicago Code                                          | Police drama    | 1        | 2011          | Fox                                           |
|                                                           | Traffic Light                                             | Sitcom          | 1        | 2011          | Fox                                           |
|                                                           | CHAOS                                                     | Dramedy         | 1        | 2011          | CBS                                           |
|                                                           | Friends with Benefits                                     | Sitcom          | 1        | 2011          | NBC                                           |
| The Playboy Club                                          | The Playboy Club                                          | Period drama    | 1        | 2011          | NBC                                           |
| New Girl                                                  | New Girl                                                  | Sitcom          | 7        | 2011–2018     | Fox                                           |
|                                                           | Allen Gregory                                             | Animazione      | 1        | 2011          | Fox                                           |
| Terra Nova                                                | Terra Nova                                                | Science fiction | 1        | 2011          | Fox                                           |
| American Horror Story                                     | American Horror Story                                     | Horror          | 9        | 2011–presente | FX                                            |
| Last Man Standing                                         | Last Man Standing                                         | Sitcom          | 9        | 2011–2020     | ABC (stagioni 1-6) Fox (stagione 7-9)         |
|                                                           | The Finder                                                | Crime drama     | 1        | 2012          | Fox                                           |
|                                                           | Napoleon Dynamite                                         | Animazione      | 1        | 2012          | Fox                                           |
|                                                           | Touch                                                     | Supernaturale   | 2        | 2012–2013     | Fox                                           |
|                                                           | Awake                                                     | Science fiction | 1        | 2012          | NBC                                           |
| Don't Trust the B---- in Apartment 23                     | Don't Trust the B---- in Apartment 23                     | Sitcom          | 2        | 2012–2014     | ABC                                           |
|                                                           | The New Normal                                            | Sitcom          | 1        | 2012–2013     | NBC                                           |
|                                                           | Ben and Kate                                              | Sitcom          | 1        | 2012–2013     | Fox                                           |
| 1600 Penn                                                 | 1600 Penn                                                 | Sitcom          | 1        | 2012–2013     | NBC                                           |
| Out There                                                 | Out There                                                 | Animazione      | 1        | 2013          | IFC                                           |
|                                                           | Lightfields                                               | Drama           | 1        | 2013          | ITV                                           |
| How to Live with Your Parents (For the Rest of Your Life) | How to Live with Your Parents (For the Rest of Your Life) | Sitcom          | 1        | 2013          | ABC                                           |
| The Goodwin Games                                         | The Goodwin Games                                         | Sitcom          | 1        | 2013          | Fox                                           |
| Sleepy Hollow                                             | Sleepy Hollow                                             | Supernaturale   | 4        | 2013–2017     | Fox                                           |
|                                                           | Dads                                                      | Sitcom          | 1        | 2013–2014     | Fox                                           |
|                                                           | Back in the Game                                          | Sitcom          | 1        | 2013          | ABC                                           |
| The Crazy Ones                                            | The Crazy Ones                                            | Sitcom          | 1        | 2013–2014     | CBS                                           |
|                                                           | Enlisted                                                  | Sitcom          | 1        | 2014          | Fox                                           |
|                                                           | Mind Games                                                | Crime drama     | 1        | 2014          | ABC                                           |
| 24: Live Another Day                                      | 24: Live Another Day                                      | Spionaggio      | 1        | 2014          | Fox                                           |
| Crisis                                                    | Crisis                                                    | Spionaggio      | 1        | 2014          | NBC                                           |
| Friends with Better Lives                                 | Friends with Better Lives                                 | Sitcom          | 1        | 2014          | CBS                                           |
|                                                           | Gang Related                                              | Crime drama     | 1        | 2014          | Fox                                           |
| Cristela                                                  | Cristela                                                  | Sitcom          | 1        | 2014–2015     | ABC                                           |
|                                                           | Empire                                                    | Drama           | 6        | 2015–2020     | Fox                                           |
|                                                           | Backstrom                                                 | Dramedy         | 1        | 2015          | Fox                                           |
| Fresh Off the Boat                                        | Fresh Off the Boat                                        | Sitcom          | 6        | 2015–2020     | ABC                                           |
| The Last Man on Earth                                     | The Last Man on Earth                                     | Sitcom          | 4        | 2015–2018     | Fox                                           |
|                                                           | Weird Loners                                              | Sitcom          | 1        | 2015          | Fox                                           |
| The Carmichael Show                                       | The Carmichael Show                                       | Sitcom          | 3        | 2015–2017     | NBC                                           |
| Life in Pieces                                            | Life in Pieces                                            | Sitcom          | 4        | 2015–2019     | CBS                                           |
| Minority Report                                           | Minority Report                                           | Science fiction | 1        | 2015          | Fox                                           |
| Scream Queens                                             | Scream Queens                                             | Horror          | 2        | 2015–2016     | Fox                                           |
|                                                           | Rosewood                                                  | Medical drama   | 2        | 2015–2017     | Fox                                           |
|                                                           | Grandfathered                                             | Sitcom          | 1        | 2015–2016     | Fox                                           |
|                                                           | The Grinder                                               | Sitcom          | 1        | 2015–2016     | Fox                                           |
| Bordertown                                                | Bordertown                                                | Animazione      | 1        | 2016          | Fox                                           |
| Cooper Barrett's Guide to Surviving Life                  | Cooper Barrett's Guide to Surviving Life                  | Sitcom          | 1        | 2016          | Fox                                           |
|                                                           | Second Chance                                             | Science fiction | 1        | 2016          | Fox                                           |
| Son of Zorn                                               | Son of Zorn                                               | Sitcom          | 1        | 2016–2017     | Fox                                           |
| This Is Us                                                | This Is Us                                                | Drama           | 5        | 2016–presente | NBC                                           |
| Speechless                                                | Speechless                                                | Sitcom          | 3        | 2016–2019     | ABC                                           |
|                                                           | Pitch                                                     | Drama           | 1        | 2016          | Fox                                           |
|                                                           | The Exorcist                                              | Horror          | 2        | 2016–2017     | Fox                                           |
|                                                           | Star                                                      | Drama           | 3        | 2016–2019     | Fox                                           |
|                                                           | The Mick                                                  | Sitcom          | 2        | 2017–2018     | Fox                                           |
| 24: Legacy                                                | 24: Legacy                                                | Spionaggio      | 1        | 2017          | Fox                                           |
| APB                                                       | APB                                                       | Police drama    | 1        | 2017          | Fox                                           |
|                                                           | Making History                                            | Sitcom          | 1        | 2017          | Fox                                           |
|                                                           | Shots Fired                                               | Drama           | 1        | 2017          | Fox                                           |
| The Gifted                                                | The Gifted                                                | Supereroi       | 2        | 2017–2019     | Fox                                           |
|                                                           | Ghosted                                                   | Sitcom          | 1        | 2017–2018     | Fox                                           |
| The Orville                                               | The Orville                                               | Science fiction | 3        | 2017–presente | Fox (stagioni 1-2) Hulu (stagione 3-in corso) |
| LA to Vegas                                               | LA to Vegas                                               | Sitcom          | 1        | 2018          | Fox                                           |
| 9-1-1                                                     | 9-1-1                                                     | Azione          | 4        | 2018–presente | Fox                                           |
| The Resident                                              | The Resident                                              | Medical drama   | 4        | 2018–presente | Fox                                           |
| Rel                                                       | Rel                                                       | Sitcom          | 1        | 2018–2019     | Fox                                           |
|                                                           | Single Parents                                            | Sitcom          | 2        | 2018–2020     | ABC                                           |
| The Cool Kids                                             | The Cool Kids                                             | Sitcom          | 1        | 2018–2019     | Fox                                           |
| The Passage                                               | The Passage                                               | Supernatural    | 1        | 2019          | Fox                                           |
| Proven Innocent                                           | Proven Innocent                                           | Legal drama     | 1        | 2019          | Fox                                           |
|                                                           | Bless This Mess                                           | Sitcom          | 2        | 2019–2020     | ABC                                           |
| Bless the Harts                                           | Bless the Harts                                           | Animated        | 2        | 2019–presente | Fox                                           |
|                                                           | Perfect Harmony                                           | Sitcom          | 1        | 2019–2020     | NBC                                           |
| Soundtrack                                                | Soundtrack                                                | Drama           | 1        | 2019          | Netflix                                       |

## Anni 2020
| Titolo                                   | Titolo Originale                    | Genere           | Stagioni | Anno          | Network          |
| ---------------------------------------- | ----------------------------------- | ---------------- | -------- | ------------- | ---------------- |
| 9-1-1: Lone Star                         | 9-1-1: Lone Star                    | Azione           | 2        | 2020–presente | Fox              |
| Outmatched                               | Outmatched                          | Sitcom           | 1        | 2020          | Fox              |
| Duncanville                              | Duncanville                         | Animazione       | 1        | 2020–presente | Fox              |
| Solar Opposites                          | Solar Opposites                     | Animazione       | 1        | 2020–presente | Hulu             |
| Central Park                             | Central Park                        | Animazione       | 1        | 2020–2022     | Apple TV+        |
| Love, Victor                             | Love, Victor                        | Dramedy          | 1        | 2020–2022     | Hulu             |
| Hoops                                    | Hoops                               | Animazione       | 1        | 2020          | Netflix          |
| Filthy Rich                              | Filthy Rich                         | Drama            | 1        | 2020          | Fox              |
| Next                                     | Next                                | Science fiction  | 1        | 2020          | Fox              |
| Big Sky                                  | Big Sky                             | Detective drama  | 1        | 2020–2023     | ABC              |
| The Great North                          | The Great North                     | Animazione       | 1        | 2021–presente | Fox              |
| Turner e il casinaro - La serie          | Turner & Hooch                      |                  | 1        | 2021          | Disney+          |
| The Prince                               | The Prince                          | Animazione       | 1        | 2021          | HBO Max          |
| La misteriosa accademia dei giovani geni | The mysterious Benedict society     |                  | 2        | 2021-2022     | Disney+          |
| American Horror Stories                  | American Horror Stories             | Horror           | 3        | 2021-presente | Hulu             |
| Only Murders in the Building             | Only Murders in the Building        | Crime            | 4        | 2021-presente | Hulu             |
| Dottoressa Doogie                        | Doogie Kealoha, M.D.                |                  | 1        | 2021-2023     | Disney+          |
| Just Beyond                              | Just Beyond                         | Horror           | 1        | 2021          | Disney+          |
| How I Met Your Father                    | How I Met Your Father               | sitcom           | 2        | 2022-2023     | Hulu             |
| Single Drunk Female                      | Single Drunk Female                 | commedia         | 2        | 2022-2023     | Freeform         |
| The Dropout                              | The Dropout                         | drammatico       | 1        | 2022          | Hulu             |
| Candy: Morte in Texas                    | Candy                               | drammatico       | 1        | 2022          | Hulu             |
| The Old Man                              | The Old Man                         | thriller         | 2        | 2022-in corso | FX               |
| Maggie                                   | Maggie                              | sitcom           | 1        | 2022          | Hulu             |
| Mike                                     | Mike                                | drammatico       | 1        | 2022          | Hulu             |
| Tell Me Lies                             | Tell Me Lies                        | drammatico       | 1        | 2022-in corso | Hulu             |
| Reboot                                   | Reboot                              | sitcom           | 1        | 2022          | Hulu             |
| Daily Alaskan                            | Daily Alaskan                       | spionaggio       | 1        | 2022-2023     | ABC              |
| Nuovo Santa Clause cercasi               | Nuovo Santa Clause cercasi          | fantasy          | 2        | 2022-in corso | Disney+          |
| Welcome to Chippendales                  | Welcome to Chippendales             | drama            | 1        | 2022-2023     | Hulu             |
| Will Trent                               | Will Trent                          | detective drama  | 2        | 2023-in corso | ABC              |
| Non sono ancora morta                    | Non sono ancora morta               | commedia         | 2        | 2023-2024     | ABC              |
| The Company You Keep                     | The Company You Keep                | drama            | 1        | 2023          | ABC              |
| True Lies - La serie                     | True Lies - La serie                | spionaggio       | 1        | 2023          | CBS              |
| La pazza storia del mondo, Parte II      | La pazza storia del mondo, Parte II | commedia         | 1        | 2023          | Hulu             |
| Up Here                                  | Up Here                             | musical          | 1        | 2023          | Hulu             |
| The Crossover                            | The Crossover                       | drama            | 1        | 2023-in corso | Disney+          |
| L'ultima cosa che mi ha detto            | L'ultima cosa che mi ha detto       | mistero          | 1        | 2023-in corso | Apple TV+        |
| American Born Chinese                    | American Born Chinese               | commedia, azione | 1        | 2023          | Disney+          |
| Faraway Downs                            | Faraway Downs                       | drama            | 1        | 2023          | Hulu             |
| Percy Jackson e gli dei dell'Olimpo      | Percy Jackson e gli dei dell'Olimpo | fantasy          | 1        | 2023-in corso | Disney+          |
| Tracker                                  | Tracker                             | azione           | 1        | 2024-in corso | CBS              |
| We Were the Lucky Ones                   | We Were the Lucky Ones              | drama            | 1        | 2024          | Hulu             |
| The Spiderwick Chronicles                | The Spiderwick Chronicles           | fantasy          | 1        | 2024          | The Roku Channel |
| American Sports Story                    | American Sports Story               | drama, sportivo  | 1        | 2024-in corso | FX               |
| Grotesquerie                             | Grotesquerie                        | horror           | 1        | 2024          | FX               |
| Doctor Odyssey                           | Doctor Odyssey                      | medical drama    | 1        | 2024-in corso | ABC              |
| Nobody Wants This                        | Nobody Wants This                   | drama, romantico | 1        | 2024-in corso | Netflix          |
| Interior Chinatown                       | Interior Chinatown                  | commedia, drama  | 1        | 2024-in corso | Hulu             |
| Quell'uragano di figlia                  | Shifting Gears                      | sitcom           | 1        | 2025-in corso | ABC              |

## Produzioni future
| Titolo                                           | Genere | Pubblicazione USA | Network |
| ------------------------------------------------ | ------ | ----------------- | ------- |
| Serie su Kingsman ancora senza nome              |        | TBA               | Hulu    |
| Serie di Shana Goldberg-Meehan ancora senza nome |        | TBA               | ABC     |
| Serie su The Sandlot ancora senza nome           |        | TBA               | Disney+ |
| The Biggest Star in Appleton                     |        | TBA               | Disney+ |